# Coppa Italia 2000/01
Die Coppa Italia 2000/01, der wichtigste italienische Pokalwettbewerb, begann in der Saison 2000/01 am 13. August 2000 mit den ersten Gruppenspielen. Die beiden Finalspiele fanden am 24. Mai und 13. Juni 2001 zwischen dem AC Florenz und dem AC Parma statt. Die Fiorentina entschied das Finale nach einem 1:0-Auswärtserfolg im Stadio Ennio Tardini und einem 1:1 im heimischen Stadio Artemio Franchi mit einem Endstand von 2:1 für sich und feierte damit den sechsten und bisher letzten Coppa-Italia-Titel in der Vereinsgeschichte.

## Modus
An der 53. Auflage der Coppa Italia nahmen insgesamt 48 Mannschaften aus den drei höchsten Spielklassen Italiens teil. Die höchste Spielklasse, die Serie A, stellte insgesamt 18 Vereine. Dabei waren die ersten acht Mannschaften der Abschlusstabelle der Vorsaison direkt für das Achtelfinale gesetzt. Die Mannschaften der Plätze 9 – 14 der vorangegangenen Saison sowie die beiden besten Aufsteiger der vergangenen Serie B Saison waren wiederum für die Qualifikationsrunde gesetzt.
Die acht verbliebenen Plätze für die Qualifikationsrunde wurden in einer Gruppenphase ermittelt. In acht Gruppen mit je vier Mannschaften spielten in jedem Fall die 20 Mannschaften der Serie B, die Absteiger der vergangenen Serie B sowie die Aufsteiger der Serie C1 (heute Lega Pro Prima Divisione) und die Finalisten der vergangenen Coppa Italia der Serie C. Somit rückten insgesamt vier Nicht-Aufsteiger der vergangenen Serie C1 in das Teilnehmerfeld. Diese wurden ihrer erreichten Punktzahl entsprechend aus Girone A und Girone B ausgewählt.
Nur die jeweiligen Gruppenersten stießen dann in die Qualifikationsrunde vor.
In der Gruppenphase spielte jeder ein Spiel gegen jeden, ab der Qualifikationsrunde für das Achtelfinale wurde jeweils ein Hin- und Rückspiel ausgetragen.
Bei Punktgleichheit in der Gruppenphase wurden zuerst die Tordifferenz und die erzielten Tore als Vergleich herangezogen. Sollte immer noch keine Entscheidung gefunden sein, zählte der direkte Vergleich, ehe schließlich das Los entschied. Sollten sich jedoch die entsprechenden Mannschaften im letzten Gruppenspiel gegenübergestanden haben, wurde mit einer Verlängerung von zweimal 15 Minuten inklusive Golden Goal und einem möglichen Elfmeterschießen eine Entscheidung erspielt, sofern mit dem Spielstand nach 90 Minuten die oben genannten Kriterien erfüllt wurden.

## Gruppenphase

### Gruppe A
| Pl. | Verein              | Sp. | S | U | N | Tore    | Diff. | Punkte |
| --- | ------------------- | --- | - | - | - | ------- | ----- | ------ |
| 1.  | Piacenza Calcio     | 3   | 3 | 0 | 0 | 007:100 | +6    | 09     |
| 2.  | Chievo Verona       | 3   | 2 | 0 | 1 | 006:600 | ±0    | 06     |
| 3.  | AC Monza Brianza    | 3   | 0 | 1 | 2 | 002:400 | −2    | 01     |
| 4.  | AS Viterbese Calcio | 3   | 0 | 1 | 2 | 003:700 | −4    | 01     |

| AC Monza Brianza    | 0:1 | Piacenza Calcio     |
| AS Viterbese Calcio | 2:3 | Chievo Verona       |
| Chievo Verona       | 2:1 | AC Monza Brianza    |
| Piacenza Calcio     | 3:0 | AS Viterbese Calcio |
| Chievo Verona       | 1:1 | Piacenza Calcio     |
| AC Monza Brianza    | 3:1 | AS Viterbese Calcio |

### Gruppe B
| Pl. | Verein          | Sp. | S | U | N | Tore    | Diff. | Punkte |
| --- | --------------- | --- | - | - | - | ------- | ----- | ------ |
| 1.  | Sampdoria Genua | 3   | 3 | 0 | 0 | 008:400 | +4    | 09     |
| 2.  | FC Empoli       | 3   | 1 | 1 | 1 | 008:700 | +1    | 04     |
| 3.  | US Fermana      | 3   | 1 | 1 | 1 | 003:400 | −1    | 04     |
| 4.  | FC Crotone      | 3   | 0 | 0 | 3 | 002:600 | −4    | 0      |

| FC Crotone      | 1:3 | FC Empoli       |
| US Fermana      | 0:2 | Sampdoria Genua |
| FC Empoli       | 2:2 | US Fermana      |
| Sampdoria Genua | 2:1 | FC Crotone      |
| FC Crotone      | 0:1 | US Fermana      |
| Sampdoria Genua | 4:3 | FC Empoli       |

### Gruppe C
| Pl. | Verein           | Sp. | S | U | N | Tore    | Diff. | Punkte |
| --- | ---------------- | --- | - | - | - | ------- | ----- | ------ |
| 1.  | Atalanta Bergamo | 3   | 2 | 1 | 0 | 005:200 | +3    | 07     |
| 2.  | US Pistoiese     | 3   | 1 | 1 | 1 | 004:500 | −1    | 04     |
| 3.  | Ravenna Calcio   | 3   | 1 | 0 | 2 | 005:500 | ±0    | 03     |
| 4.  | US Avellino      | 3   | 1 | 0 | 2 | 007:800 | −1    | 03     |

| US Avellino      | 1:3 | Atalanta Bergamo |
| Ravenna Calcio   | 1:2 | US Pistoiese     |
| Atalanta Bergamo | 1:0 | Ravenna Calcio   |
| US Pistoiese     | 1:4 | US Avellino      |
| Atalanta Bergamo | 1:1 | US Pistoiese     |
| Ravenna Calcio   | 4:2 | US Avellino      |

### Gruppe D
| Pl. | Verein             | Sp. | S | U | N | Tore    | Diff. | Punkte |
| --- | ------------------ | --- | - | - | - | ------- | ----- | ------ |
| 1.  | Salernitana Calcio | 3   | 3 | 0 | 0 | 004:100 | +3    | 09     |
| 2.  | Cagliari Calcio    | 3   | 1 | 1 | 1 | 006:400 | +2    | 04     |
| 3.  | Ascoli Calcio      | 3   | 0 | 2 | 1 | 003:400 | −1    | 02     |
| 4.  | AS Cittadella      | 3   | 0 | 1 | 2 | 001:500 | −4    | 01     |

| Ascoli Calcio      | 1:1 | AS Cittadella      |
| Salernitana Calcio | 2:1 | Cagliari Calcio    |
| Cagliari Calcio    | 2:2 | Ascoli Calcio      |
| AS Cittadella      | 0:1 | Salernitana Calcio |
| AS Cittadella      | 0:3 | Cagliari Calcio    |
| Salernitana Calcio | 1:0 | Ascoli Calcio      |

### Gruppe E
| Pl. | Verein         | Sp. | S | U | N | Tore    | Diff. | Punkte |
| --- | -------------- | --- | - | - | - | ------- | ----- | ------ |
| 1.  | Torino Calcio  | 3   | 2 | 1 | 0 | 008:400 | +4    | 07     |
| 2.  | Ternana Calcio | 3   | 1 | 2 | 0 | 005:400 | +1    | 05     |
| 3.  | AS Varese 1910 | 3   | 1 | 0 | 2 | 002:500 | −3    | 03     |
| 4.  | AC Cesena      | 3   | 0 | 1 | 2 | 003:500 | −2    | 01     |

|
| AC Cesena      | 1:1 | Ternana Calcio |
| AS Varese 1910 | 0:3 | Torino Calcio  |
| Ternana Calcio | 1:0 | AS Varese 1910 |
| Torino Calcio  | 2:1 | AC Cesena      |
| AC Cesena      | 1:2 | AS Varese 1910 |
| Torino Calcio  | 3:3 | Ternana Calcio |

### Gruppe F
| Pl. | Verein             | Sp. | S | U | N | Tore    | Diff. | Punkte |
| --- | ------------------ | --- | - | - | - | ------- | ----- | ------ |
| 1.  | FBC Unione Venedig | 3   | 2 | 1 | 0 | 004:200 | +2    | 07     |
| 2.  | Pescara Calcio     | 3   | 1 | 2 | 0 | 007:600 | +1    | 05     |
| 3.  | AC Savoia 1908     | 3   | 1 | 0 | 2 | 005:600 | −1    | 03     |
| 4.  | AC Siena           | 3   | 0 | 1 | 2 | 002:400 | −2    | 01     |

| Pescara Calcio     | 1:1 | FBC Unione Venedig |
| AC Savoia 1908     | 1:0 | AC Siena           |
| AC Siena           | 2:2 | Pescara Calcio     |
| FBC Unione Venedig | 2:1 | AC Savoia 1908     |
| AC Savoia 1908     | 3:4 | Pescara Calcio     |
| FBC Unione Venedig | 1:0 | AC Siena           |

### Gruppe G
| Pl. | Verein         | Sp. | S | U | N | Tore    | Diff. | Punkte |
| --- | -------------- | --- | - | - | - | ------- | ----- | ------ |
| 1.  | Cosenza Calcio | 3   | 2 | 1 | 0 | 003:000 | +3    | 07     |
| 2.  | CFC Genua      | 3   | 1 | 1 | 1 | 004:400 | ±0    | 04     |
| 3.  | Ancona Calcio  | 3   | 1 | 0 | 2 | 002:400 | −2    | 03     |
| 4.  | AC Pisa        | 3   | 0 | 2 | 1 | 003:400 | −1    | 02     |

| CFC Genua      | 2:0 | Ancona Calcio  |
| AC Pisa        | 0:0 | Cosenza Calcio |
| Ancona Calcio  | 2:1 | AC Pisa        |
| Cosenza Calcio | 2:0 | CFC Genua      |
| Ancona Calcio  | 0:1 | Cosenza Calcio |
| AC Pisa        | 2:2 | CFC Genua      |

### Gruppe H
| Pl. | Verein             | Sp. | S | U | N | Tore    | Diff. | Punkte |
| --- | ------------------ | --- | - | - | - | ------- | ----- | ------ |
| 1.  | Brescia Calcio     | 3   | 2 | 0 | 1 | 003:200 | +1    | 06     |
| 2.  | FC AlzanoCene 1909 | 3   | 1 | 1 | 1 | 004:400 | ±0    | 04     |
| 3.  | US Brescello       | 3   | 1 | 1 | 1 | 002:200 | ±0    | 04     |
| 4.  | FBC Treviso        | 3   | 1 | 0 | 2 | 002:200 | ±0    | 03     |

| FC AlzanoCene 1909 | 1:1 | US Brescello       |
| Brescia Calcio     | 1:0 | FBC Treviso        |
| US Brescello       | 0:1 | Brescia Calcio     |
| FBC Treviso        | 2:1 | FC AlzanoCene 1909 |
| US Brescello       | 1:0 | FBC Treviso        |
| Brescia Calcio     | 1:2 | FC AlzanoCene 1909 |

## Qualifikationsrunde
Die qualifizierten Gruppensieger hatten im Hinspiel Heimrecht. Bei Torgleichstand galt die Auswärtstorregel. Die Ergebnisse sind stets aus der Sicht der erstgenannten Mannschaft zu betrachten.
|                    | Gesamt          |                | Hinspiel | Rückspiel |
| ------------------ | --------------- | -------------- | -------- | --------- |
| Atalanta Bergamo   | 3:0             | Reggina Calcio | 2:0      | 1:0       |
| Brescia Calcio     | 3:3 (5:4 i. E.) | Vicenza Calcio | 2:1      | 1:2       |
| Cosenza Calcio     | 1:3             | US Lecce       | 0:2      | 1:1       |
| Piacenza Calcio    | 4:3             | Hellas Verona  | 2:1      | 2:2       |
| Sampdoria Genua    | 1:0             | SSC Neapel     | 1:0      | 0:0       |
| Salernitana Calcio | (a)2:2(a)       | AC Perugia     | 1:0      | 1:2       |
| Torino Calcio      | 2:1             | AS Bari        | 2:1      | 0:0       |
| FBC Unione Venedig | 3:2             | FC Bologna     | 2:2      | 1:0       |

## Achtelfinale
|                    | Gesamt |                  | Hinspiel | Rückspiel |
| ------------------ | ------ | ---------------- | -------- | --------- |
| Brescia Calcio     | 2:1    | Juventus Turin   | 0:0      | 2:1       |
| Inter Mailand      | 4:2    | US Lecce         | 1:1      | 3:1       |
| Piacenza Calcio    | 2:3    | Udinese Calcio   | 1:1      | 1:2       |
| AS Rom             | 3:5    | Atalanta Bergamo | 1:1      | 2:4       |
| Salernitana Calcio | 1:8    | AC Florenz       | 0:5      | 1:3       |
| Sampdoria Genua    | 3:6    | Lazio Rom        | 1:1      | 2:5       |
| Torino Calcio      | 2:3    | AC Mailand       | 1:3      | 1:0       |
| FBC Unione Venedig | 2:6    | AC Parma         | 1:1      | 1:5       |

## Viertelfinale
|            | Gesamt |                  | Hinspiel | Rückspiel |
| ---------- | ------ | ---------------- | -------- | --------- |
| Lazio Rom  | 3:5    | Udinese Calcio   | 2:1      | 1:4       |
| AC Parma   | 6:1    | Inter Mailand    | 6:1      | 0:0       |
| AC Mailand | 5:4    | Atalanta Bergamo | 4:2      | 1:2       |
| AC Florenz | 7:3    | Brescia Calcio   | 6:0      | 1:3       |

## Halbfinale
|                | Gesamt    |            | Hinspiel | Rückspiel |
| -------------- | --------- | ---------- | -------- | --------- |
| Udinese Calcio | (a)2:2(a) | AC Parma   | 2:1      | 0:1       |
| AC Mailand     | 2:4       | AC Florenz | 2:2      | 0:2       |

## Finale

### Hinspiel
| AC Parma                                                  | AC Parma | AC Florenz | AC Florenz |
| --------------------------------------------------------- | --- | --- | ---------- |
| AC Parma                                                  | \| 24. Mai 2001 um 21:00 Uhr in Parma (Stadio Ennio Tardini) \| \| Ergebnis: 0:1 (0:0) \| \| Schiedsrichter: Gennaro Borriello (Mantua) \| | \| 24. Mai 2001 um 21:00 Uhr in Parma (Stadio Ennio Tardini) \| \| Ergebnis: 0:1 (0:0) \| \| Schiedsrichter: Gennaro Borriello (Mantua) \|                                                                          | AC Florenz |
| AC Parma                                                  | Matteo Guardalben – Lilian Thuram, Fabio Cannavaro, Néstor Sensini, Luigi Sartor (72. Sérgio Conceição) – Matías Almeyda, Sabri Lamouchi, Júnior, Johan Micoud – Marco Di Vaio (62. Márcio Amoroso), Savo Milošević (81. Patrick M’Boma) Cheftrainer: Renzo Ulivieri | Francesco Toldo – Tomáš Řepka, Daniele Adani, Alessandro Pierini, Emiliano Moretti – Marco Rossi (71. Mauro Bressan), Angelo Di Livio, Amaral, Paolo Vanoli, Rui Costa – Enrico Chiesa Cheftrainer: Roberto Mancini | AC Florenz |
| AC Parma                                                  | 0:1 Paolo Vanoli (87.) | | AC Florenz |
| 24. Mai 2001 um 21:00 Uhr in Parma (Stadio Ennio Tardini) | | |            |
| Ergebnis: 0:1 (0:0)                                       | | |            |
| Schiedsrichter: Gennaro Borriello (Mantua)                | | |            |

### Rückspiel
| AC Florenz                                                     | AC Florenz | AC Parma | AC Parma |
| -------------------------------------------------------------- | --- | --- | -------- |
| AC Florenz                                                     | \| 13. Juni 2001 um 21:00 Uhr in Florenz (Stadio Artemio Franchi) \| \| Ergebnis: 1:1 (0:1) \| \| Schiedsrichter: Massimo De Santis (Tivoli) \| | \| 13. Juni 2001 um 21:00 Uhr in Florenz (Stadio Artemio Franchi) \| \| Ergebnis: 1:1 (0:1) \| \| Schiedsrichter: Massimo De Santis (Tivoli) \| | AC Parma |
| AC Florenz                                                     | Francesco Toldo – Tomáš Řepka, Daniele Adani, Alessandro Pierini, Emiliano Moretti (46. Nuno Gomes) – Marco Rossi, Angelo Di Livio, Amaral, Paolo Vanoli (76. Mauro Bressan), Rui Costa – Enrico Chiesa (89. Saliou Lassissi) Cheftrainer: Roberto Mancini | Matteo Guardalben – Luigi Sartor (76. Diego Fuser), Lilian Thuram, Fabio Cannavaro, Júnior – Néstor Sensini, Matías Almeyda (82. Stephen Appiah), Sabri Lamouchi, Johan Micoud (85. Patrick M’Boma) – Marco Di Vaio, Savo Milošević Cheftrainer: Renzo Ulivieri | AC Parma |
| AC Florenz                                                     | 1:1 Nuno Gomes (65., FE) | 0:1 Savo Milošević (38.) | AC Parma |
| 13. Juni 2001 um 21:00 Uhr in Florenz (Stadio Artemio Franchi) | | |          |
| Ergebnis: 1:1 (0:1)                                            | | |          |
| Schiedsrichter: Massimo De Santis (Tivoli)                     | | |          |

Durch den Auswärtserfolg hatte sich der AC Florenz bereits eine gute Ausgangslage für das Rückspiel geschaffen, die man sich trotz des zwischenzeitlichen Rückstandes nicht mehr nehmen ließ, da Nuno Gomes per Elfmeter den Ausgleich erzielte. Somit gewann der AC Florenz die Coppa Italia der Saison 2000/01 mit einem Endstand von 2:1.
Für Trainer Roberto Mancini war es bereits der siebte Coppa-Italia-Titel seiner Karriere, jedoch gewann er sie nun erstmals als Trainer. Interessanterweise errang er sie ein Jahr zuvor noch als Spieler mit Lazio Rom. Torschützenkönig dieser Coppa wurde Stürmer Stefan Schwoch von Torino Calcio mit acht Treffern.